# ドラゴンクエスト公式サイト天空の大神殿
ドラゴンクエスト公式サイト天空の大神殿（ドラゴンクエストこうしきサイトてんくうのだいしんでん）とは、ドラゴンクエストの公式サイトで無料で遊べるゲームである。本作は、ドラゴンクエストシリーズの世界観を楽しむためのものである。プレイヤー自身がこの場所の住人になり、各種施設を利用したりプレイヤーの分身を冒険に出してその成長を楽しむことができる。
遊ぶためには、冒険者登録としてユーザーID、パスワード、ゲーム内で使うプレイヤーの分身となるキャラクターの性別、職業を決める。ログインしていない時は、プレイヤーは、ホイミスライムの形で現れ、この状態でも各種施設を楽しむことができる。
2009年に運営を開始して、2013年1月7日午後3時に運営を終了した。

## 概要
プレイヤーをドラゴンクエストI〜VIIIの世界に出して、モンスターを討伐したり、アイテムを手に入れたりする（IXおよびXの世界に行くことは出来ない）。画面右下の兵士に話しかけ、冒険する世界と、冒険する時間を決めることができる。プレイヤーの冒険の結果は、自動で作られる。ただし最初はドラゴンクエストIの世界にしか行くことは出来ない。たくさんのモンスターを倒すと、プレイヤーのランクが上がり（最大で8段階）、ランクが上がることで、より強いモンスターと戦ったり、より強いアイテムが手に入ったりするようになる。
大神殿には、スクウェア・エニックスが提供している無料会員サービス「スクウェア・エニックス メンバーズ」の会員の中から、ドラゴンクエスト好きな人たちがランダムで訪問者として登場していて、その人たちに話しかけることで、その人のマイページに行くことができる。

## 操作
大神殿内ではクリックすることでその場所を調べたり、人と話したりできる。
- しらべる - クリックした場所を調べる。アイテムが手に入ることがある。
- どうぐ - プレイヤーが持っている道具を見ることができる。8個まで持つことができる。
- ふくろ - プレイヤーの道具袋の中身を見ることができる。
- つよさ - プレイヤーの職業とランクが確認できる。

## 部屋
冒険者登録をすると、プレイヤーは大神殿の中に部屋を持つことだできる。中央の光る本を調べることでメニューが出る。
- 冒険日誌を見る - プレイヤーの冒険の記録や討伐モンスターのリストを見ることができる。ひとつの世界の討伐モンスターのリストが完成すれば殿堂入りできる。
- 家具の入れ替え - 部屋にある家具の入れ替えができる。
- 留守番モンスターを選ぶ - 特定のモンスターを倒すことで登録される留守番モンスターを選ぶことができる。

## 施設
- よろず屋 - 冒険に必要なアイテムを購入できる。
- 宿屋 - 昼と夜を入れ替えることができる。
- 福引き - 福引き券一枚で一回福引きができる。福引き券はミニデーモンが出すクイズに正解すると一枚貰える。
- 銀のタロット占い - モンスターを使った占いができる。
- ダーマのチャペル - 職業を変えることができる。
- ルイーダの酒場 - 冒険中に出会った他のプレイヤーはここに登録され、最大3人まで連れて行ける。
- カジノ - 一枚20ゴールドでコインを購入して景品と交換したり、スロットやポーカーテーブルで遊んだりできる。
- ドラクエビジョン - 映像に映っているゲームのサイトに移動する。
- 殿堂 - 殿堂入りした人たちの順位とリストを見ることができる。